# Tägliche Omaha Tribüne
Die Tägliche Omaha Tribüne war eine deutschsprachige US-amerikanische Tageszeitung, die vom 14. März 1912 bis zum 28. August 1926 in Omaha, Nebraska erschien.

## Geschichte
Die Tägliche Omaha Tribüne wurde vom deutschstämmigen Zeitungsunternehmer Valentin „Val“ Josef Peter (1875–1960) gegründet. Abgesehen von ihrer ausgeprägten pro-deutschen Haltung, insbesondere vor dem Eintritt der Vereinigten Staaten in den Ersten Weltkrieg, war die Tägliche Omaha Tribüne politische weitgehend unabhängig.
Peter wurde in Steinbach in Unterfranken geboren und wanderte mit seiner Familie 1889 nach Rock Island, Illinois aus, wo er bald als Reporter für die halbwöchentlich erscheinende Volkszeitung arbeitete. Innerhalb von drei Jahren wurde Peter Redakteur der deutschsprachigen Tageszeitung Peoria Sonne. Dank eines Darlehens des Sonne-Verlegers kehrte Peter nach Rock Island zurück und erwarb die Volkszeitung, die er bis zu ihrem Verkauf im Jahr 1909 weiter herausgab. 1907 kaufte Peter zwei weitere Zeitungen in Omaha, die Westliche Presse und die Nebraska Tribüne, die bald darauf zur Nebraska Tribüne und Westliche Presse (1907–1909) fusionierten. Nach seinem endgültigen Umzug nach Omaha im Jahr 1909 gab Peter mehrere Nachfolgetitel heraus – die Omaha Tribüne (1909–1912) und später dann die Tägliche Omaha Tribüne.
Peter engagierte sich im Nebraska-Zweig des Deutschamerikanischen Nationalbunds (National German-American Alliance) und war deren erster und einziger Präsident. Während des Ersten Weltkriegs geriet er wegen der pro-deutsche Haltung seiner Leitartikel zunehmend in die Kritik. Die Zeitungsjungen der Tribüne wurden angegriffen, Anzeigenkunden wanderten ab, und Peter und seine Familie wurden mit körperlicher Gewalt bedroht. Nach Eintritt der Vereinigten Staaten in den Krieg reduzierte Peter allerdings seinen prodeutsche Ausrichtung und während des Zweiten Weltkriegs unterstützten alle seine Zeitungen die politische Linie der Vereinigten Staaten ausdrücklich.
Trotz der starken antideutschen Stimmung in Omaha während des Ersten Weltkriegs konnte Peter die Auflage der Täglichen Omaha Tribüne durch Übernahme vieler kleinerer deutschsprachiger Zeitungen in Nebraska und Iowa steigern. Dazu gehörten das Nebraska Volksblatt (West Point, Nebraska), 1917; die Platte River Zeitung (Fremont, Nebraska), 1917; die Nebraska Post (Beatrice, Nebraska), 1918; die Nebraska Biene (Columbus, Nebraska), 1918; das Nebraska Echo (Lincoln, Nebraska), 1918; der Westliche Beobachter (Auburn, Nebraska); die Iowa Biene (Fort Dodge, Iowa); und der Iowa Staats-Anzeiger (Des Moines, Iowa), 1914. Durch diese Fusionen stieg die Auflage der Täglichen Omaha Tribüne von 17.500 im Jahr 1917 auf 22.610 im Jahr 1920. Zusätzlich baute er durch Aufkaufen weiterer Zeitungen in Kalifornien, Colorado, Kansas, Maryland, Minnesota, New York und Ohio eine große deutschsprachige Zeitungskette auf. Viele dieser Zeitungen waren zuvor in Konkurs gegangen, so dass mit Ausnahme einer Zeitung in Baltimore, die von Peters Söhnen herausgegeben wurde, alle in Omaha gedruckt wurden. Damit war seine Kette insgesamt größer als die größte deutsch-amerikanische Einzelzeitung zu jener Zeit, die New Yorker Staats-Zeitung und der Herold, die als Einzelzeitungen 1934 eine tägliche Auflage von etwa 70.000 Exemplaren hatte.
1926 sah sich Peter gezwungen, die Tägliche Omaha Tribüne auf eine dreimal pro Woche Erscheinungsweise umzustellen. Dieser Schritt war für Peter nicht nur in persönlicher Hinsicht problematisch – die Tägliche Omaha Tribüne war sein Aushängeschild –, sondern brachte auch organisatorische Schwierigkeiten mit sich, da sich die Leserschaft einer dreimal pro Woche erscheinenden Zeitung von der einer Tageszeitung unterschied. Die Herausgabe einer Tageszeitung bot Peter die Möglichkeit, direkt mit den in englischer Sprache erscheinenden Tageszeitungen zu konkurrieren. Die Tägliche Omaha Tribüne war zwar in deutscher Sprache verfasst, bot ihrer Leserschaft aber die gleiche Art von Alltagsnachrichten – Marktberichte, Radio- und Theaterprogramme und andere aktuelle Nachrichten wie die englischsprachigen Tageszeitungen. Er lief damit Gefahr, seine Leser zu verlieren, die ohnehin immer weniger auf die deutsche Sprache angewiesen waren. Peter warb bei den Deutschen in Omaha um Unterstützung, gab neue Aktien aus, um Kapital zu beschaffen. Die Tägliche Omaha Tribüne wurde in Omaha Tribüne umbenannt und erschien anschließend als Sonntagszeitung.